# One More Chance
"One More Chance" je pjesma američke pjevačice Madonne. Pjesma je kao treći singl izdana 7. ožujka 1996. s kompilacije najboljih balada Something to Remember pod Maverick Recordsom.

## O pjesmi
U ožujku 1996. je Madonna izdala ovaj singl u cijelom svijetu. U nekim europskim zemljama je to učinila nakon "You'll See" i re-izdanja "Oh Father". U ostalim zemljama Europe, uključujući i UK te u Japanu ova je pjesma puštena kao posljednji singl s ovog albuma. U Sjedinjenim Državama ova pjesma nije uopće puštena kao singl, dok su u Australiji i Novom Zelandu i ova i "Love Don't Live Here Anymore" pušteni kao singlovi.

## Popis formata i pjesama
UK CD singl
- One more chance (LP version)
- You'll see (spanish version)
- You'll see (spanglish version)

## Na ljestvicama
S nimalo promocije i bez službenog glazbenog videa, pjesma nije napravila značajne pothvate na glazbenim ljestvicama. U UK je dospjela na #11 i #35 u Australiji. Video koji se prikazivao na MTV je za vrijeme pjesme kombinirao glazbene spotove Madonninih pjesama "Rain", "You'll See", I Want You i "Take a Bow".
Pjesma je dospjela na #1 u Hong Kongu, #2 u Italiji i #12 u Finskoj.
| Ljestvica (1996.)      | Pozicija |
| ---------------------- | -------- |
| Australija             | 35       |
| Europa                 | 50       |
| Finska                 | 12       |
| Italija                | 7        |
| Japan                  | 35       |
| Švedska                | 39       |
| Ujedinjeno Kraljevstvo | 11       |